# Franjo Kuhač

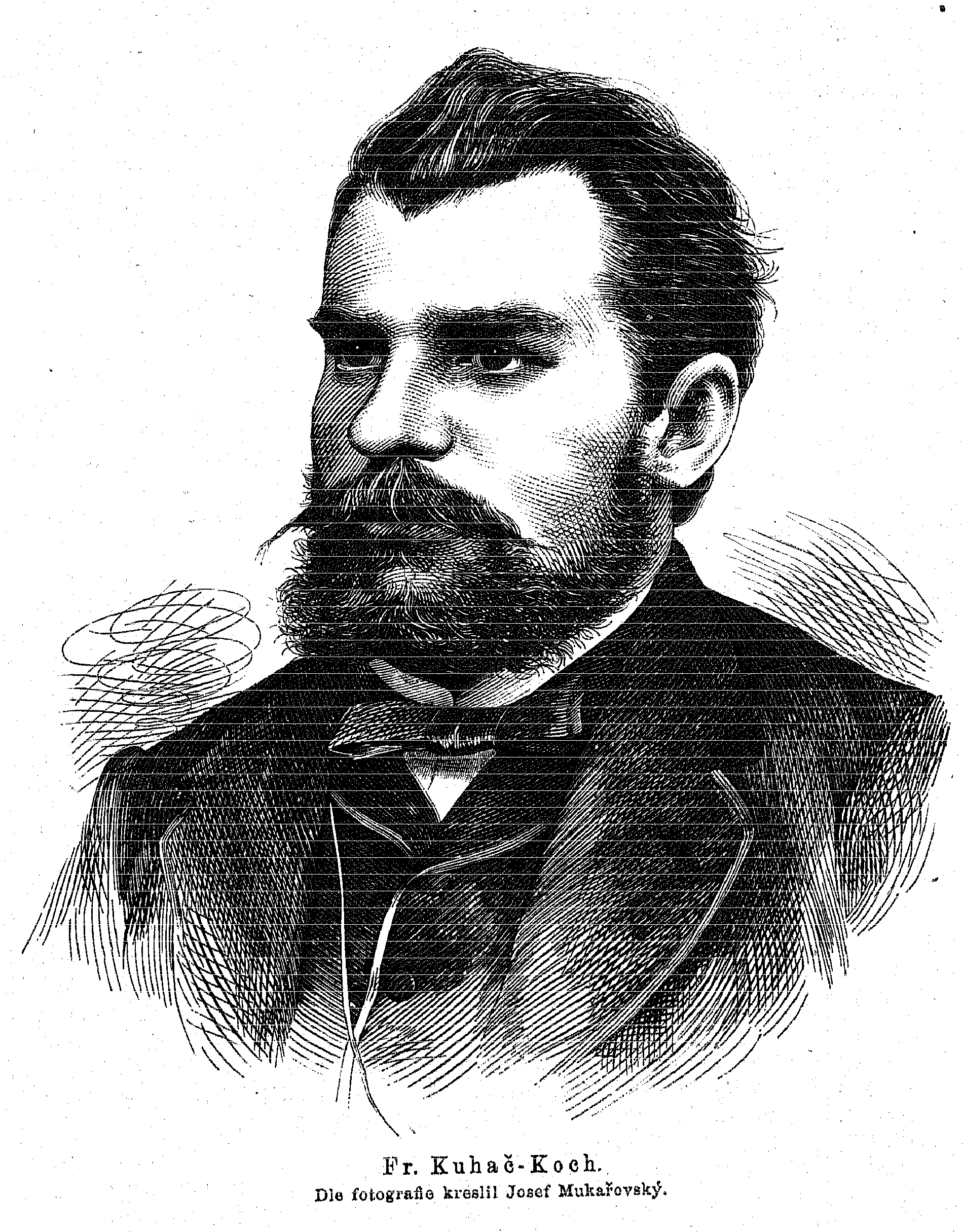
Porträt aus dem Jahr 1874

Franjo Ksaver Kuhač (* 20. November 1834 in Osijek; † 18. Juni 1911 in Zagreb) war ein kroatischer Musikpädagoge, Musikhistoriker und Volksmusikkundler.

## Leben
Kuhač wurde in einer deutschen Familie als Franz Xaver Koch geboren. Nach der Schulausbildung in Essegg, wie die Stadt Osijek zu Beginn des 19. Jahrhunderts hieß, studierte Koch im Jahr 1848 Pädagogik in Donji Miholjac, begann jedoch gleichzeitig sich intensiv mit kroatischer Musik zu beschäftigen. Daher schloss er nach dem Lehrerdiplom sofort ein musikwissenschaftliches Studium in Budapest an. Um sein diesbezügliches Wissen zu erweitern, ging er nach Leipzig, Weimar und Wien, wo ihm Franz Liszt das Klavierspiel beibrachte. Nach der Rückkehr in seine Heimatstadt wirkte Koch bis 1871 als Klavierlehrer und Chorleiter, wodurch er auch mit den Kompositionen slawischer Musiker vertraut wurde. Schließlich begab er sich zwölf Jahre auf Reisen in Kroatien und in die angrenzenden Länder, um die Volkslieder intensiv zusammenzutragen. Im Ergebnis entstand 1878–1881 die Sammlung Magnum opus (Južnoslavenske narodne popjevke), rund 5000 südslawische Volkslieder mit Klavierbegleitung neu aufgenommen. Zur wissenschaftlichen Erschließung des nationalen Kulturerbes schuf Koch, der sich nun Kuhač nannte, eine eigene kroatische musikalische Terminologie. Außerdem entdeckte er auch bedeutende Ähnlichkeiten zwischen kroatischen Volksliedern und Werken von Joseph Haydn und Ludwig van Beethoven, was ihm in der wissenschaftlichen Welt große Achtung einbrachte. Kuhač komponierte selbst, konzentrierte sich dabei jedoch auf kurze Klavier- und Vokalwerke. Bei der Sammlung der kroatischen Volksweisen unterstützte ihn Matko Brajša (1859–1934) aus Istrien.
In seiner Geburtsstadt wurde ein kleiner Stadtplatz in der Oberstadt nach ihm genannt, den eine Büste des Musikers schmückt. Die Musikschule in der Osijeker Festungsanlage Tvrđa trägt den Namen «Franjo Kuhač».

## Veröffentlichung
- Uputa u glasoviranje (Anleitung zum Klavierspielen), 2 Bände, 1896 and 1897.
- Valpovo i njegovi gospodari (Valpovo und seine Meister), Zagreb 1876.
- Ilirski glazbenici (Illyrische Musiker), Zagreb 1893.